# 秘密哥伦比亚共产党
秘密哥伦比亚共产党（西班牙语：Partido Comunista Clandestino Colombiano）是哥伦比亚的一个已不存在的地下共产主义政党。1990年代初哥伦比亚革命武装力量脱离哥伦比亚共产党的领导后，一个以哥伦比亚革命武装力量为基础的独立的党组织事实上独立存在着，直到2000年秘密哥伦比亚共产党作为哥伦比亚革命武装力量的政治组织成立。该党的创始人是哥伦比亚革命武装力量指挥官吉列尔莫·莱昂·萨恩斯·巴尔加斯（绰号“阿方索·卡诺”），他于2011年被哥伦比亚政府军击毙。2017年，该党解散，其成员加入新成立的共同替代革命力量。